# Poultonella alboimmaculata
Poultonella alboimmaculata is een spinnensoort in de taxonomische indeling van de springspinnen (Salticidae).
Het dier behoort tot het geslacht Poultonella. De wetenschappelijke naam van de soort werd voor het eerst geldig gepubliceerd in 1883 door Elizabeth Maria Gifford Peckham & George William Peckham.